# Thunderbolt (automóvil)
El Thunderbolt fue un vehículo británico diseñado para batir el récord de velocidad en tierra. Conducido por el piloto George Eyston, estableció distintas plusmarcas mundiales a finales de la década de 1930. 

## Récords
Entre 1937 y 1939, la competición por alcanzar el récord de velocidad en tierra era dominada por dos  pilotos británicos: el capitán Eyston y John Cobb. El primer registro del Thunderbolt fijó el récord en 312.00 mph (502.12 km/h), marca lograda el 19 de noviembre de 1937 en el salar de Bonneville. Un año después, el  Thunderbolt regresó con mejoras aerodinámicas y superó su propio récord, con una marca de 345.50 mph (556.03 km/h) lograda el 27 de agosto de 1938.
Este récord solo permaneció unas pocas semanas. John Cobb, con su Reid Railton, rompió la barrera de las 350 mph (560 km/h) y llevó el récord hasta las 353.30 mph (568.58 km/h) el 15 de septiembre de 1938, como Eyston pudo presenciar. Esto le sirvió de acicate para  pilotar de nuevo el Thunderbolt, con el que llevó la plusmarca hasta las 357.50 mph (575.34 km/h). El récord de Cobb había durado menos de 24 horas.
Eyston y el Thunderbolt mantuvieron el récord durante casi un año, hasta que Cobb lo batió otra vez, esta vez con una velocidad de 369.70 mph (594.97 km/h), el 23 de agosto de 1939. Este fue el último intento de récord antes del estallido de la Segunda Guerra Mundial. A pesar de que Cobb regresó después de la guerra y más adelante desarrolló su automóvil para superar las 400 mph (640 km/h), el  Thunderbolt nunca intentaría batir el récord de nuevo.

## Diseño

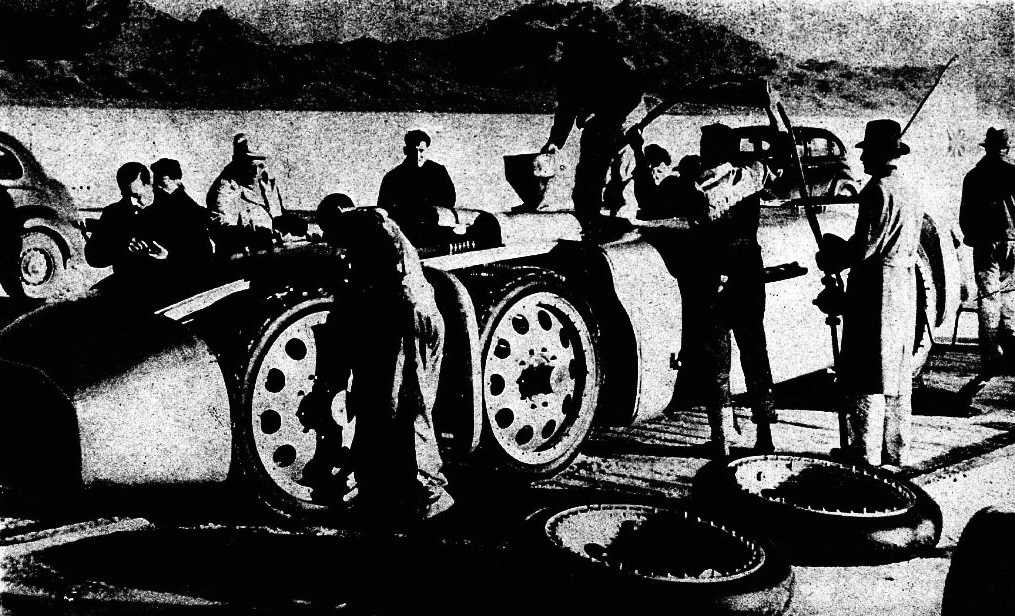
George Eyston alcanza 502.11 km/h en Bonneville Salt Flats con un Thunderbolt 73L, en noviembre de 1937 (récord mundial).

Los vehículos de récord de velocidad más punteros de esta época, habían seguido dos caminos distintos para obtener potencia: utilizar motores aeronáuticos cada vez más sofisticados;  combinar motores múltiples. El Thunderbolt  utilizó ambas técnicas para producir un automóvil con una potencia sin precedentes. En su día, términos como "leviatán" y "behemoth" eran generalmente utilizados para describir el coche de 7 toneladas, que duplicaba el peso de sus competidores.
Los motores eran un par  de propulsores aeronáuticos Rolls-Royce tipo R V-12 , utilizados anteriormente  en solitario en el Blue Bird de Malcolm Campbell de 1933. De hecho, uno de los motores de sobra de Eyston para su intento de récord había sido prestado por Campbell. Había tan pocos de estos motores construidos (alrededor de 20) que muchos de ellos desarrollaron brillantes carreras sobre varios vehículos diferentes. Uno de los motores del Thunderbolt hubía ya impulsado al ganador del Trofeo Schneider. Cada motor tenía  una capacidad de 36.5 de litros, estaba sobrealimentado, y rendía individualmente 2350 CV. Manejando toda esta potencia a través de un solo eje requirió grandes innovaciones en metalurgia y en la fabricación del tren de engranajes, así como en la refrigeración por agua de todo el sistema de transmisión.
El chasis y el carenado se construyeron en los Talleres Beam de Tipton. El automóvil disponía de tres ejes y de ocho neumáticos. Los dos ejes principales contaban con dirección  y eran de anchura diferente, de modo que cada neumático corría en una superficie limpia evitando las roderas de los ejes delanteros. El eje trasero montaba neumáticos gemelos, utilizado para reducir la carga, una técnica ya utilizada por el Bluebird. Tableros separados pulidos de Birmabright, una nueva aleación de aluminio, compartimentaban el chasis. La carrocería nunca tuvo el refinamiento aerodinámico del Railton Special, y tenía un aspecto claramente más tosco. En la parte trasera sobresalía una gran aleta triangular, flanqueada por un par de aerofrenos activados hidráulicamente.

### Cambios de diseño
Cuando fue construido, la carrocería disponía de ocho grandes orificios laterales de la refrigeración por aire, reemplazados por unas tomas ovaladas más pequeñas para la temporada de 1938. Otra mejora para este segundo intento fue pintar una flecha negra mate en los costados del coche. Durante los primeros intentos, la foto del nuevo equipo del cronometraje eléctrico había fallado al no poder distinguir el aluminio pulido del automóvil contra la sal blanca brillante.
Para los intentos de 1939, se mejoró la aerodinámica del carenado. El enfriamiento se confiaba a un depósito de hielo en vez de a un radiador (solución utilizada por primera vez en el Golden Arrow. Una nariz redondeada ahora ocupaba el espacio antes destinado a la toma de aire del radiador y la aleta estabilizadora se eliminó, adquiriendo un aspecto más similar al Railton de Cobb.

## El Thunderbolt hoy
El Thunderbolt se exhibió en el Pabellón Británico en la Exposición del Centenario de Nueva Zelanda, celebrada en 1939-40. También visitó Nueva Zelanda durante la Segunda Guerra Mundial, pero se cree que fue destruido por el fuego en un almacén de Rongotai. Uno de los motores superviviente puede ser visto en el Museo de Ciencias de Londres.